# Savonsaaret (ö i Södra Savolax)
Savonsaaret är en ö i Finland. Den ligger i sjön Pihlajavesi och i kommunen Nyslott i  landskapet Södra Savolax, i den sydöstra delen av landet, 290 km nordost om huvudstaden Helsingfors. Öns area är 5 hektar och dess största längd är 0,7 kilometer i sydöst-nordvästlig riktning.  Notera att namnet antyder att det är fråga om flera öar.